# Immutable
Immutable è il nono album in studio del gruppo musicale svedese Meshuggah pubblicato il 1º aprile dalla Atomic Fire Records.
Si tratta del primo album del gruppo pubblicato dopo la fine del loro contratto con la Nuclear Blast.

## Tracce
1. Broken Cog (testo e musica: Hangström) – 5:35
2. The Abysmal Eye – 4:55 (testo: Haake – musica: Dick Lövgren)
3. Light the Shortening Fuse – 4:28 (testo: Haake – musica: Hangström)
4. Phantoms – 4:53 (testo: Haake – musica: Haake, Lövgren)
5. Ligature Marks (testo e musica: Hangström) – 5:13
6. God He Sees in Mirrors – 5:28 (testo: Haake – musica: Lövgren)
7. They Move Below – 9:35 (musica: Hangström)
8. Kaleidoscope – 4:07 (testo: Haake – musica: Haake, Lövgren)
9. Black Cathedral – 2:00 (musica: Hangström)
10. I Am That Thirst – 4:40 (testo: Haake – musica: Hangström)
11. The Faultless – 4:48 (testo: Haake – musica: Hangström)
12. Armies of the Preposterous – 5:15 (testo: Haake – musica: Haake, Lövgren)
13. Past Tense – 5:46 (musica: Hangström)

## Formazione
Gruppo
- Jens Kidman – voce
- Fredrik Thordendal – chitarra solista
- Mårten Hagström – chitarra solista e ritmica, voce secondaria (tracce 1 e 11)
- Dick Lövgren – basso
- Tomas Haake – batteria, voce secondaria (traccia 11)

Produzione
- Meshuggah – produzione
- Rickard Bengtsson – missaggio
- Staffan Karlsson – missaggio
- Vlado Meller – mastering

## Classifiche
| Classifica (2022)          | Posizione massima |
| -------------------------- | ----------------- |
| Australia                  | 26                |
| Austria                    | 12                |
| Belgio (Fiandre)           | 65                |
| Belgio (Vallonia)          | 45                |
| Canada                     | 6                 |
| Finlandia                  | 6                 |
| Francia                    | 74                |
| Germania                   | 6                 |
| Giappone                   | 106               |
| Italia                     | 90                |
| Paesi Bassi                | 48                |
| Regno Unito                | 38                |
| Regno Unito (rock & metal) | 1                 |
| Stati Uniti                | 113               |
| Stati Uniti (hard rock)    | 5                 |
| Svezia                     | 17                |
| Svizzera                   | 21                |